# Vòng bảng Cúp AFC 2023–24
Vòng bảng Cúp AFC 2023–24 sẽ diễn ra từ ngày 18 tháng 9 đến ngày 11 tháng 12 năm 2023. Tổng cộng 36 đội tham dự để chọn ra 11 đội giành quyền vào vòng đấu loại trực tiếp của Cúp AFC 2023–24.

## Bốc thăm
Lễ bốc thăm chia bảng sẽ diễn ra vào ngày 24 tháng 8 năm 2023 tại trụ sở AFC ở Kuala Lumpur, Malaysia. 36 đội bóng được chia ra làm 9 bảng, mỗi bảng 4 đội: 3 bảng ở khu vực Tây Á (Bảng A–C), 3 bảng ở khu vực Đông Nam Á (Bảng F–H), 1 bảng ở khu vực Trung Á (Bảng D), 1 bảng ở khu vực Nam Á (Bảng E) và 1 bảng ở khu vực Đông Á (Bảng I). Đối với mỗi khu vực, các đội được xếp hạt giống vào bốn nhóm và được bốc thăm vào các vị trí liên quan trong mỗi bảng, dựa trên thứ hạng hiệp hội và hạt giống trong hiệp hội của họ. Các đội đến từ cùng một hiệp hội ở khu vực Tây Á và khu vực Đông Nam Á không được bốc thăm chung bảng.
| Khu vực            | Bảng | Đội bóng      | Đội bóng          | Đội bóng         | Đội bóng                                         |
| ------------------ | ---- | ------------- | ----------------- | ---------------- | ------------------------------------------------ |
| Khu vực Tây Á      | A–C  | Al-Wehdat     | Kuwait SC         | Jabal Al-Mukaber | Al-Arabi                                         |
| Khu vực Tây Á      | A–C  | Al-Zawraa     | Al-Riffa          | Al-Kahrabaa      | Al-Ittihad (Đội thắng Play-off Tây Á)            |
| Khu vực Tây Á      | A–C  | Al-Ahed       | Al-Fotuwa         | Nejmeh           | Al-Nahda (Đội thắng Play-off Tây Á)              |
| Khu vực Nam Á      | D    | Odisha        | Bashundhara Kings | Maziya           | Mohun Bagan SG (Đội thắng Play-off Nam Á)        |
| Khu vực Trung Á    | E    | Ravshan Kulob | Altyn Asyr        | Abdysh-Ata Kant  | Merw (Đội thắng Play-off Trung Á)                |
| Khu vực Đông Nam Á | F–H  | Hải Phòng     | Macarthur         | Shan United      | Central Coast Mariners                           |
| Khu vực Đông Nam Á | F–H  | DH Cebu       | Hougang United    | Stallion Laguna  | PSM Makassar (Đội thắng Play-off Đông Nam Á)     |
| Khu vực Đông Nam Á | F–H  | Terengganu    | Bali United       | Sabah            | Phnom Penh Crown (Đội thắng Play-off Đông Nam Á) |
| Khu vực Đông Á     | I    | CPK           | Thép Đài Loan     | Ulaanbaatar      | Đài Trung Futuro (Đội thắng Play-off Đông Á)     |

## Thể thức
Ở vòng bảng, mỗi bảng sẽ thi đấu theo thể thức vòng tròn 2 lượt. Những đội sau sẽ đi tiếp vào vòng đấu loại trực tiếp:
- Các đội nhất bảng và nhì bảng xuất sắc nhất ở Khu vực Tây Á và Đông Nam Á sẽ đi tiếp vào bán kết khu vực.
- Các đội nhất bảng của Khu vực Trung Á, Nam Á và Đông Á sẽ đi tiếp vào bán kết liên khu vực.

### Tiêu chí
Các đội được xếp hạng theo điểm (3 điểm cho mỗi trận thắng, 1 điểm cho mỗi trận hòa, 0 điểm cho 1 trận thua). Nếu bằng điểm nhau, các tiêu chí phân hạng sẽ được áp dụng theo thứ tự sau (Điều lệ Khoản 10.5):
1. Điểm trong những trận đối đầu trực tiếp giữa các đội;
2. Hiệu số bàn thắng thua trong những trận đối đầu trực tiếp giữa các đội;
3. Số bàn thắng ghi được trong những trận đối đầu trực tiếp giữa các đội;
4. Nếu có nhiều hơn hai đội bằng điểm, và sau khi xét hết tất cả những tiêu chí đối đầu trên, 1 tập hợp các đội vẫn có chỉ số bằng nhau, tất cả các tiêu chí đối đầu trên sẽ được tái áp dụng riêng cho tập hợp này;
5. Hiệu số bàn thắng thua trong tất cả các trận đấu vòng bảng;
6. Số bàn thắng ghi được trong tất cả các trận đấu vòng bảng;
7. Sút luân lưu nếu chỉ có hai đội thi đấu với nhau trong lượt trận cuối của vòng bảng có các chỉ số bằng nhau;
8. Điểm fair-play (thẻ vàng = –1 điểm, thẻ đỏ gián tiếp = –3 điểm, thẻ đỏ trực tiếp = –3 điểm, thẻ vàng tiếp theo là thẻ đỏ trực tiếp = –4 điểm);
9. Bảng xếp hạng hiệp hội;
10. Bốc thăm.

## Các bảng

### Bảng A
| VT | Đội              | ST | T | H | B | BT | BB | HS | Đ | Giành quyền tham dự |  | NAH      | AHD     | FOT | JAB      |
| -- | ---------------- | -- | - | - | - | -- | -- | -- | - | ------------------- |  | -------- | ------- | --- | -------- |
| 1  | Al-Nahda         | 4  | 3 | 0 | 1 | 6  | 4  | +2 | 9 | Bán kết khu vực     |  | —        | 2–1     | 2–1 | 4–0      |
| 2  | Al-Ahed          | 4  | 2 | 0 | 2 | 5  | 5  | 0  | 6 | Bán kết khu vực     |  | 2–1      | —       | 2–1 | 23 tg 10 |
| 3  | Al-Fotuwa        | 4  | 1 | 0 | 3 | 3  | 5  | −2 | 3 |                     |  | 0–1      | 1–0     | —   | 27 tg 11 |
| 4  | Jabal Al-Mukaber | 0  | 0 | 0 | 0 | 0  | 0  | 0  | 0 | Rút lui             |  | 12 tg 12 | 6 tg 11 | 1–0 | —        |

1. ↑  Vào ngày 26 tháng 11 năm 2023, Jabal Al-Mukaber thông báo rút lui khỏi giải đấu vì chiến tranh Israel−Hamas.[3]

### Bảng B
| VT | Đội         | ST | T | H | B | BT | BB | HS | Đ  | Giành quyền tham dự |     | KAH | WEH | KUW | ITH |
| -- | ----------- | -- | - | - | - | -- | -- | -- | -- | ------------------- | --- | --- | --- | --- | --- |
| 1  | Al-Kahrabaa | 6  | 4 | 1 | 1 | 10 | 5  | +5 | 13 | Bán kết khu vực     |     | —   | 3–1 | 0–0 | 3–1 |
| 2  | Al-Wehdat   | 6  | 3 | 1 | 2 | 10 | 7  | +3 | 10 |                     |     | 3–1 | —   | 1–1 | 2–0 |
| 3  | Kuwait SC   | 6  | 1 | 4 | 1 | 5  | 5  | 0  | 7  |                     | 0–1 | 2–1 | —   | 1–1 |     |
| 4  | Al-Ittihad  | 6  | 0 | 2 | 4 | 3  | 11 | −8 | 2  |                     | 0–2 | 0–2 | 1–1 | —   |     |

### Bảng C
| VT | Đội       | ST | T | H | B | BT | BB | HS  | Đ  | Giành quyền tham dự |     | RIF | ZAW | ARA | NEJ |
| -- | --------- | -- | - | - | - | -- | -- | --- | -- | ------------------- | --- | --- | --- | --- | --- |
| 1  | Al-Riffa  | 6  | 4 | 1 | 1 | 15 | 5  | +10 | 13 | Bán kết khu vực     |     | —   | 1–1 | 2–1 | 6–1 |
| 2  | Al-Zawraa | 6  | 3 | 2 | 1 | 11 | 7  | +4  | 11 |                     |     | 2–1 | —   | 1–2 | 4–1 |
| 3  | Al-Arabi  | 6  | 2 | 2 | 2 | 6  | 8  | −2  | 8  |                     | 0–3 | 1–1 | —   | 0–0 |     |
| 4  | Nejmeh    | 6  | 0 | 1 | 5 | 4  | 16 | −12 | 1  |                     | 0–2 | 1–2 | 1–2 | —   |     |

### Bảng D
| VT | Đội               | ST | T | H | B | BT | BB | HS | Đ  | Giành quyền tham dự  |     | ODI | BAS | MHB | MAZ |
| -- | ----------------- | -- | - | - | - | -- | -- | -- | -- | -------------------- | --- | --- | --- | --- | --- |
| 1  | Odisha            | 6  | 4 | 0 | 2 | 17 | 12 | +5 | 12 | Bán kết liên khu vực |     | —   | 1–0 | 0–4 | 6–1 |
| 2  | Bashundhara Kings | 6  | 3 | 1 | 2 | 10 | 10 | 0  | 10 |                      |     | 3–2 | —   | 2–1 | 2–1 |
| 3  | Mohun Bagan SG    | 6  | 2 | 1 | 3 | 11 | 11 | 0  | 7  |                      | 2–5 | 2–2 | —   | 2–1 |     |
| 4  | Maziya            | 6  | 2 | 0 | 4 | 9  | 14 | −5 | 6  |                      | 2–3 | 3–1 | 1–0 | —   |     |

### Bảng E
| VT | Đội             | ST | T | H | B | BT | BB | HS  | Đ  | Giành quyền tham dự  |     | AAK | ALT | RVK | MWM |
| -- | --------------- | -- | - | - | - | -- | -- | --- | -- | -------------------- | --- | --- | --- | --- | --- |
| 1  | Abdysh-Ata Kant | 6  | 5 | 1 | 0 | 18 | 6  | +12 | 16 | Bán kết liên khu vực |     | —   | 3–0 | 1–0 | 8–3 |
| 2  | Altyn Asyr      | 6  | 3 | 1 | 2 | 7  | 9  | −2  | 10 |                      |     | 2–4 | —   | 1–1 | 1–0 |
| 3  | Ravshan Kulob   | 6  | 0 | 3 | 3 | 2  | 5  | −3  | 3  |                      | 0–1 | 0–1 | —   | 0–0 |     |
| 4  | Merw            | 6  | 0 | 3 | 3 | 6  | 13 | −7  | 3  |                      | 1–1 | 1–2 | 1–1 | —   |     |

### Bảng F
| VT | Đội              | ST | T | H | B | BT | BB | HS  | Đ  | Giành quyền tham dự |     | MAC | PHN | DHC | SHN |
| -- | ---------------- | -- | - | - | - | -- | -- | --- | -- | ------------------- | --- | --- | --- | --- | --- |
| 1  | Macarthur        | 6  | 5 | 0 | 1 | 23 | 5  | +18 | 15 | Bán kết khu vực     |     | —   | 5–0 | 8–2 | 4–0 |
| 2  | Phnom Penh Crown | 6  | 4 | 0 | 2 | 15 | 7  | +8  | 12 | Bán kết khu vực     |     | 3–0 | —   | 4–0 | 4–0 |
| 3  | DH Cebu          | 6  | 1 | 1 | 4 | 4  | 19 | −15 | 4  |                     |     | 0–3 | 0–3 | —   | 1–0 |
| 4  | Shan United      | 6  | 1 | 1 | 4 | 3  | 14 | −11 | 4  |                     | 0–3 | 2–1 | 1–1 | —   |     |

1. 1 2  Điểm đối đầu: DH Cebu 4, Shan United 1.

### Bảng G
| VT | Đội                    | ST | T | H | B | BT | BB | HS  | Đ  | Giành quyền tham dự |     | CCM | TER | BAL | STA |
| -- | ---------------------- | -- | - | - | - | -- | -- | --- | -- | ------------------- | --- | --- | --- | --- | --- |
| 1  | Central Coast Mariners | 6  | 4 | 1 | 1 | 21 | 7  | +14 | 13 | Bán kết khu vực     |     | —   | 1–1 | 6–3 | 9–1 |
| 2  | Terengganu             | 6  | 3 | 3 | 0 | 10 | 6  | +4  | 12 |                     |     | 1–0 | —   | 2–0 | 2–2 |
| 3  | Bali United            | 6  | 2 | 1 | 3 | 15 | 15 | 0   | 7  |                     | 1–2 | 1–1 | —   | 5–2 |     |
| 4  | Stallion Laguna        | 6  | 0 | 1 | 5 | 9  | 27 | −18 | 1  |                     | 0–3 | 2–3 | 2–5 | —   |     |

### Bảng H
| VT | Đội            | ST | T | H | B | BT | BB | HS  | Đ  | Giành quyền tham dự |     | SAB | HAI | PSM | HOU |
| -- | -------------- | -- | - | - | - | -- | -- | --- | -- | ------------------- | --- | --- | --- | --- | --- |
| 1  | Sabah          | 6  | 4 | 0 | 2 | 19 | 9  | +10 | 12 | Bán kết khu vực     |     | —   | 4–1 | 1–3 | 3–1 |
| 2  | Hải Phòng      | 6  | 3 | 1 | 2 | 13 | 9  | +4  | 10 |                     |     | 3–2 | —   | 3–0 | 4–0 |
| 3  | PSM Makassar   | 6  | 3 | 1 | 2 | 10 | 12 | −2  | 10 |                     | 0–5 | 1–1 | —   | 3–1 |     |
| 4  | Hougang United | 6  | 1 | 0 | 5 | 6  | 18 | −12 | 3  |                     | 1–4 | 2–1 | 1–3 | —   |     |

1. 1 2  Điểm đối đầu: Hải Phòng 4, PSM Makassar 1.

### Bảng I
| VT | Đội              | ST | T | H | B | BT | BB | HS | Đ  | Giành quyền tham dự  |     | TAI | ULA | TAS | CPK |
| -- | ---------------- | -- | - | - | - | -- | -- | -- | -- | -------------------- | --- | --- | --- | --- | --- |
| 1  | Đài Trung Futuro | 6  | 4 | 0 | 2 | 8  | 8  | 0  | 12 | Bán kết liên khu vực |     | —   | 1–2 | 2–1 | 1–0 |
| 2  | Ulaanbaatar      | 6  | 4 | 0 | 2 | 7  | 7  | 0  | 12 |                      |     | 0–2 | —   | 3–1 | 1–0 |
| 3  | Thép Đài Loan    | 6  | 3 | 0 | 3 | 15 | 12 | +3 | 9  |                      | 5–1 | 3–0 | —   | 4–2 |     |
| 4  | CPK              | 6  | 1 | 0 | 5 | 6  | 9  | −3 | 3  |                      | 0–1 | 0–1 | 4–1 | —   |     |

1. 1 2  Bằng nhau về điểm đối đầu. Hiệu số bàn thắng bại đối đầu: Đài Trung Futuro +1, Ulaanbaatar –1.

## Xếp hạng các đội nhì bảng

### Khu vực Tây Á
Vì bảng A chỉ còn lại ba đội sau khi Jabal Al-Mukaber rút lui nên kết quả đối đầu giữa các đội nhì với các đội đứng thứ tư ở hai bảng B và C sẽ không được tính trong bảng xếp hạng này.

| VT | Bg | Đội       | ST | T | H | B | BT | BB | HS | Đ | Giành quyền tham dự |
| -- | -- | --------- | -- | - | - | - | -- | -- | -- | - | ------------------- |
| 1  | A  | Al-Ahed   | 4  | 2 | 0 | 2 | 5  | 5  | 0  | 6 | Bán kết khu vực     |
| 2  | C  | Al-Zawraa | 4  | 1 | 2 | 1 | 5  | 5  | 0  | 5 |                     |
| 3  | B  | Al-Wehdat | 4  | 1 | 1 | 2 | 6  | 7  | −1 | 4 |                     |

### Khu vực Đông Nam Á
| VT | Bg | Đội              | ST | T | H | B | BT | BB | HS | Đ  | Giành quyền tham dự |
| -- | -- | ---------------- | -- | - | - | - | -- | -- | -- | -- | ------------------- |
| 1  | F  | Phnom Penh Crown | 6  | 4 | 0 | 2 | 15 | 7  | +8 | 12 | Bán kết khu vực     |
| 2  | G  | Terengganu       | 6  | 3 | 3 | 0 | 10 | 6  | +4 | 12 |                     |
| 3  | H  | Hải Phòng        | 6  | 3 | 1 | 2 | 13 | 9  | +4 | 10 |                     |